# Gustav Ehrhardt

Gustav Ehrhardt mit seiner Frau Wilhelmine bei der 160 Kilometer langen Wettfahrt von Nürnberg nach Kitzingen am 24. Juni 1900

Gustav Ehrhardt (geb. 12. Januar 1868 in Zella St. Blasii; gest. 23. Februar 1945 in Pforzheim) war ein deutscher Automobilpionier, Fahrzeugkonstrukteur und Motorsportler.

## Leben
Gustav Ehrhardt wurde am 12. Januar 1868 als Sohn des späteren Ingenieurs und Unternehmers Heinrich Ehrhardt in Zella St. Blasii (heute: Zella-Mehlis) geboren. Er studierte an der Western University in Pittsburgh in den Vereinigten Staaten, wo er sich für Automobile zu interessieren begann. Im April 1889 heiratete er in Pittsburgh Wilhelmine Friederika Huthsteiner. Mit Wilhelmine hatte er drei Kinder.
Nach seiner Rückkehr nach Deutschland ernannte ihn sein Vater 1896 zum Fabrikdirektor und Vorstandsvorsitzenden der von ihm neu gegründeten Fahrzeugfabrik Eisenach. In Eisenach war Gustav Ehrhardt maßgeblich an der Entwicklung und Vermarktung des Wartburg-Motorwagens beteiligt. Mit diesem nahm er auch erfolgreich an Rennsportveranstaltungen teil, wie 1899 beim Automobilrennen Innsbruck – München. 1902 wurde er zum Chefkonstrukteur der Fahrzeugfabrik Eisenach ernannt.
Als am 19. Januar 1901 im Eisenacher Hotel Kaiserhof der Verein Deutscher Motorfahrzeug-Industrieller, 1946 umbenannt in Verband der Automobilindustrie, gegründet wurde, war Gustav Erhardt eines der Gründungsmitglieder. Auch in weiteren Automobilverbänden war er, teils als Gründungsmitglied, vertreten.
Brauschbeck´s Sportlexikon würdigte ihn bereits 1910: Gustav Ehrhardt „…gehört zu den Pionieren des Automobilismus in Deutschland, der sich sowohl Verdienste als Herrenfahrer wie als Begründer von Automobilvereinigungen erworben hat…“
1903 verließen Heinrich und Gustav Erhardt Eisenach und die Fahrzeugfabrik, nachdem es dort Spannungen mit den im Aufsichtsrat vertretenen Bankern gegeben hatte, und kehrten nach Zella St. Blasii zurück. Hier war er in der väterlichen Ehrhardt-Automobil AG tätig, bis diese 1922 von der Szawe Automobil- und Karosseriefabrik übernommen wurde. Danach versuchte Gustav Erhardt sich als Autohändler und lebte zeitweise in Armut, war ab 1933 auf staatliche Unterstützung angewiesen.
1936 zog er mit seiner Frau Wilhelmine zu seiner Tochter Marie Huthsteiner nach Pforzheim. Beim Luftangriff auf Pforzheim am 23. Februar 1945 wurde er, wie auch seine Frau, seine Tochter Marie und eine seiner Enkelinnen, Opfer des Bombardements.